# 경기자동차과학고등학교
경기자동차과학고등학교(京畿自動車科學高等學校)는 대한민국 경기도 시흥시 무지내동에 있는 사립 고등학교이다.

## 학교 연혁
- 1977년 6월 : 학교법인 한인학원 설치 허가 및 한상호 이사장 취임
- 1981년 11월 : 한인고등학교 설립인가(총 9학급)
- 1982년 4월 : 초대 조도현 교장 취임
- 1987년 12월 : 신관 교사 증축 준공
- 1999년 6월 : 학생 복지관 준공(조리실 193.2m2, 식당 531.34m2)
- 2000년 12월 : 자동차 실습동 A동 신축 준공(228m2), / B동 신축 준공(660.9m2)
- 2001년 7월 : 특별교실(미술실, 도서실, 음악실) 증축 준공(531.34m2)
- 2003년 3월 : 전문계고로 체제개편 자동차과(3), 웹디자인과(2), 인터넷정보과(2)
- 2004년 1월 : 다목적교실(체육관, 음악실, 강당) 준공(2,990m2)
- 2005년 2월 : 수준별 교실 및 특별 교실 준공(740.4m2)
- 2008년 4월 : 경기도교육청 지정, 미래형자동차 특성화고등학교 자동차과(학과특성화)
- 2008년 12월 : 1차년도 학교특성화 시설 신축 완료 - 제2자동차종합실습장, 전기전자실습실, CAD실습실, 자동차기술지원센터, 대외협력실, 교수학습센터 등
- 2009년 3월 : [경기자동차과학고등학교] 로 교명 변경 (승인 경기도교육청)
- 2009년 4월 : 경기도교육청 지정, 미래형자동차특성화고 학교 전체 특성화고 - 학과 개편 자동차과 4학급 / 자동차IT과 3학급 / 자동차디자인과 1학급 (총 24학급)
- 2009년 12월 : 2차년도 학교특성화 시설 신축 완료 - 자동차모델링실, 자동차IT실, 글로벌라운지, 실습동 디스플레이 변경 작업 등
- 2011년 12월 : 기숙사동 신축 완공, Wee클래스(학교상담실), 영어화상강의 시스템 구축
- 2013년 : 자율학교 지정
- 2013년 12월 : 김은자 이사장 취임
- 2017년 3월 : 제5대 전혜현 교장 취임
- 2018년 6월 : 기숙사 증축 완공 (4인 1실. 150명 수용), 교육부 특별교부금
- 2019년 : 고교학점제 선도학교, 경기도교육청
- 2019년 : 소프트웨어교육 선도학교, 경기도교육청
- 2020년 2월 : 혁신학교 선정, 경기도교육청
- 2020년 2월 : 특성화고 혁신지원사업 선정, 교육부
- 2021년 2월 : 미래자동차관 5관 완공
- 2024년 1월 : 제40회 199명 졸업(총 졸업생 11,780명 배출)

## 설치 학과
- 자동차과
- 자동차디자인과
- 미래자동차과

## 참고 자료
- 경기자동차과학고등학교 - 한국교육학술정보원 학교알리미